# Tuần bát nhật
Tuần Bát nhật (tiếng Latinh: Octava, tiếng Anh: Octave) trong phụng vụ Kitô giáo để chỉ khoảng thời gian tám ngày liên tiếp theo một số lễ quan trọng như Giáng Sinh, Phục Sinh, Ngũ Tuần, v.v., bao gồm chính lễ ấy và bảy ngày liên tiếp theo sau. Tuần Bát nhật  được cử hành với yếu chỉ tôn vinh ý nghĩa mà chính lễ hướng đến, đặc biệt các mầu nhiệm liên quan đến cuộc đời và công nghiệp chúa Giêsu như tuần Bát nhật Giáng Sinh lấy mầu nhiệm Nhập thể (Mysterium Incarnationis) làm sợi chỉ nam xuyên suốt cả tuần lễ hay tuần Bát nhật Phục Sinh kính mầu nhiệm Vượt qua (Mysterium Paschale) làm trọng điểm.

## Phụng vụ Công giáo Rôma
Đối với phụng vụ Công giáo Rôma, số lượng tuần Bát nhật thay đổi theo từng lễ quy (Missale Romanum). Hiện nay, giáo hội Công giáo Rôma công nhận và cử hành hai lễ quy Rôma chính là lễ quy thường (Ordo novus) ban hành bởi thánh giáo hoàng Phaolô VI vào năm 1970 (tu chính lần cuối vào năm 2002), tức hậu công đồng Vaticanô II, và lễ quy ngoại thường (Ordo extraordiarius) ban hành bởi thánh giáo hoàng Gioan XXIII vào năm 1962 (bản tu chính cuối cùng của bộ lễ quy xây dựng bởi Công đồng Trentô), tức lễ quy tiền Công đồng.

### Lễ quy thường
Hiện nay, lễ quy thường chỉ công nhận và cử hành hai tuần Bát nhật là tuần Bát nhật Giáng sinh (nhằm tôn vinh mầu nhiệm Nhập thể) và tuần Bát nhật Phục Sinh (nhằm cung kính mầu nhiệm Vượt qua). Tất cả các ngày trong tuần Bát nhật đều hát kinh Vinh Danh (Gloria in excelsis Deo) nhằm thể hiện niềm hân hoan trong lòng Kitô hữu.

#### Tuần Bát nhật Giáng sinh
Tuần Bát nhật Giáng Sinh bắt đầu với lễ Giáng sinh (ấn định vào ngày 25 tháng 12 thường niên) và kéo dài đến hết ngày 01 tháng 01 (tức tết Dương lịch). Cần phân biệt Tuần Bát nhật Giáng sinh với mùa Giáng Sinh, tức tuần Bát nhật chỉ bao gồm tám ngày (đã tính cả lễ Giáng Sinh) từ lễ Giáng Sinh, trong khi đó mùa Giáng Sinh được tính từ giờ kinh Chiều I lễ Giáng sinh cho đến hết chủ nhật lễ Hiển linh hoặc chủ nhật sau ngày 6 tháng 6.
Tuần Bát nhật Giáng Sinh được phép cử hành các lễ kính các thánh vào các ngày trong tuần. (theo Những Quy Luật Tổng Quát về Năm Phụng Vụ và Niên Lịch do Ủy ban Phụng Tự trực thuộc Hội đồng Giám mục Việt Nam ban hành, các ngày lễ tuần Bát nhật Giáng Sinh được xếp cuối hạng thứ II, đồng hạng với các ngày trong tuần mùa Chay và các ngày trong mùa Vọng từ ngày 17 đến hết ngày 24 tháng 12. Theo đó, ngày 26 tháng 12 kính Thánh tử đạo tiên khởi Têphanô, ngày 27 tháng 12 kính Thánh Tông đồ Gioan, ngày 28 tháng 12 kính các Thánh Anh Hài, ngày 01 tháng 01 kính Thánh Maria, Mẹ Thiên Chúa (tức ngày thứ tám và là ngày cuối cùng của tuần Bát nhật Giáng Sinh) và ngày chủ nhật rơi vào bất kỳ ngày nào trong tuần Bát nhật Giáng Sinh được dùng để kính Thánh Gia Thất (Sancta Familia); tuy nhiên, nếu lễ Giáng Sinh rơi vào chủ nhật, tức lễ kính Thánh Maria, Mẹ Thiên Chúa cũng trùng vào ngày chủ nhật thì lễ Thánh Gia Thất được cử hành vào ngày 30 tháng 12 (tức thứ sáu).

#### Tuần Bát nhật Phục sinh
Tuần Bát nhật Phục Sinh bắt đầu với chủ nhật Phục sinh (thời gian thay đổi tùy theo từng năm) và kéo dài đến hết chủ nhật Phục Sinh thứ hai, tức tám ngày đầu mùa Phục sinh. Khác với tuần Bát nhật Giáng sinh, tuần Bát nhật Phục sinh tập trung cao độ vào sự kiện Chúa phục sinh (tức được cử hành như các lễ trọng kính Chúa) nên không cử hành lễ kính hay lễ nhớ nào trong suốt thời kỳ này và kết thúc tuần Bát nhật Phục sinh là chủ nhật Phục sinh thứ hai (theo Những Quy Luật Tổng Quát về Năm Phụng Vụ và Niên Lịch do Ủy ban Phụng Tự trực thuộc Hội đồng Giám mục Việt Nam ban hành, các ngày lễ tuần Bát nhật Phục sinh được xếp hạng thứ nhất, bậc thứ hai ngay sau Tam nhật Phục sinh, đồng hạng với thứ tư Lễ Tro, Lễ Giáng Sinh, lễ Hiển Linh, lễ Hiện Xuống, v.v.). Vào năm 2000, thánh giáo hoàng Gioan Phaolô II chọn ngày chủ nhật kết thúc tuần Bát nhật này làm chủ nhật kính Lòng Thương Xót Chúa (Festum Divinae Misericordiae).
Về phụng vụ Lời Chúa, các bài đọc Phúc Âm của các ngày trong tuần này diễn tả sự sống lại của chúa Giêsu: thứ hai (Matthêu 28:8-15), thứ ba (Gioan 20:11-18), thứ tư (Luca 24:13-35), thứ năm (Luca 24:35-48), thứ sáu (Gioan 21:1-14), thứ bảy (Máccô 16:9-15) và ở một số nơi, ca tiếp liên (Sequentia) Chiên Vượt Qua (Victimae Paschali Laudes) có thể được hát trước phần Tung hô Tin Mừng (ca tiếp liên này bắt buộc phải hát trong lễ Chủ nhật Phục Sinh thứ nhất).
Về nghi thức giải tán, các thánh lễ trong khoảng thời gian này (bao gồm cả lễ Canh thức Vượt qua được cử hành vào trong vòng tối thứ bảy Tuần Thánh đến rạng sáng chủ nhật Phục Sinh thứ nhất) thì sau khi chủ tế, đồng tế hoặc phó tế lặp hai lần từ Allêluia sau khi đọc lời giải tán thông thường như "Ite, Missa est; alleluia, alleluia!" (trong sách lễ Rôma tiếng Việt dịch là "Thánh lễ đã xong, chúc anh chị em đi bình an, allêluia, Allêluia!") cũng như mọi lời giải tán khác thì cộng đoàn đáp "Deo gratias, alleluia, alleluia!" (tiếng Việt: "Tạ ơn Chúa, alêluia, allêluia!).

### Lễ quy ngoại thường
Số lượng tuần Bát nhật thay đổi tùy theo mỗi lần tu chính. Đối với bản tu chính cuối cùng ban hành năm 1962 với Lịch La mã Tổng quát (cải tổ năm 1955 bởi giáo hoàng Piô XII), sách lễ Rôma chỉ thật sự công nhận ba tuần Bát nhật đã có từ trước gồm Bát nhật Giáng sinh, Bát nhật Phục sinh và Bát nhật Ngũ Tuần và bãi bỏ hầu hết các tuần Bát nhật khác như Bát nhật Hiển Linh, Bát nhật Thăng Thiên, Bát nhật chư Thánh, v.v.
Bát nhật Giáng sinh cũng tổ chức từ ngày 25 tháng 12 đến hết ngày 01 tháng 01 như lễ quy hậu Công đồng. Các lễ kính cũng được phép cử hành nhưng có đôi chút khác biệt so với lễ quy mới. Trong đó, ngày 26 tháng 12 kính Thánh tử đạo tiên khởi Têphanô, ngày 27 tháng 12 kính Thánh tông đồ và thánh sử Gioan, ngày 28 tháng 12 kính các Thánh Anh Hài; ngày 29 tháng 12 kính thánh Tôma, ngày 31 tháng 12 kính Thánh giáo hoàng Sylvestrô I, ngày 01 tháng 01 là lễ Cắt Bì Chúa Giêsu (In circumcisione Domini) và ngày chủ nhật trong tuần Bát nhật không kính bất kỳ thánh hay mầu nhiệm nào (lễ kính Thánh Gia Thất được dời vào chủ nhật trong "tuần Bát nhật Hiển Linh" (Dominica infra Octavam Epiphaniae).
Bát nhật Phục sinh cũng được tổ chức từ chủ nhật lễ Phục sinh đến hết chủ nhật Phục sinh thứ hai. Các ngày lễ trong tuần không cử hành các lễ kính, lễ nhớ hay lễ ngoại lịch (Missa votiva). Tất cả các ngày trong tuần Bát nhật Phục sinh đều đọc kinh Tin kính Nicêa-Constantinôpôli, ca tiếp liên (Sequentia) Chiên Vượt Qua (Victimae Paschali Laudes) sau khi xướng Tung hô Tin Mừng (Allêluia) cũng như thêm allêluia vào lời giải tán và hồi đáp (Ita, Missa est, allelúia, allelúia! - Deo gratias, allelúia, allelúia!). Các tín hữu Kitô giáo mới được lĩnh nhận các bí tích khai tâm (bí tích Rửa Tội, bí tích Thêm Sức và bí tích Thánh Thể) vào lễ Phục sinh (thường là lễ Vọng) sẽ mặc áo choàng trắng trong suốt tuần Bát nhật khi tham gia vào các hoạt động phụng tự đến hết ngày chủ nhật Phục sinh II thì cởi ra và quay trở về thường phục nên ngày này mới có tên là chủ nhật Trắng (Dominica in Albis).
Bát nhật Ngũ Tuần bắt đầu từ chủ nhật Lễ Chúa Thánh Thần Hiện Xuống, chủ nhật cuối cùng của mùa Phục sinh (vào đúng ngày thứ năm mươi tính từ chủ nhật lễ Phục sinh) kính nhớ sự kiện Chúa Thánh Thần theo hình ngọn lửa từ trên trời ngự xuống trên các thánh Tông Đồ vào ngày thứ năm mươi tính từ ngày Chúa phục sinh cũng như sau mười ngày Chúa Giêsu thăng thiên. Cũng giống như tuần Bát nhật Phục sinh, các ngày lễ trong tuần không cử hành các lễ kính, lễ nhớ hay lễ ngoại lịch. Các ngày trong tuần Bát nhật Ngũ Tuần đều đọc kinh Tin kính Nicêa-Constantinôpôli, ca tiếp liên Hãy ngự xuống Chúa Thánh Thần! (Veni Sancte Spiritus) được hát sau khi xướng Tung hô Tin Mừng (Allêluia) và câu đáp cuối cùng của Tung hô Tin Mừng đều là "Veni, Sancte Spíritus, reple tuórum corda fidélium: et tui amóris in eis ignem accénde." (Chúng con lạy ơn Đức Chúa Thánh Thần, thiêng liêng sáng láng vô cùng, chúng con xin Đức Chúa Thánh Thần xuống đầy lòng chúng con, là kẻ tin cậy Đức Chúa Trời, và đốt lửa kính mến Đức Chúa Trời trong lòng chúng con) và cộng đồng quỳ lạy trước khi hát câu này. Thứ tư, thứ sáu và thứ bảy của tuần Bát nhật Ngũ Tuần là những ngày bốn mùa (tiếng Latinh: Quatuor tempora) hay còn có tên gọi khác là ngày than hồng (tiếng Anh: Ember days). Đây là những ngày ăn chay hãm mình và cầu nguyện để tạ ơn Thiên Chúa về mùa màng (do mỗi mùa đều có những ngày này (mùa xuân thì vào các ngày thứ tư, thứ sáu, thứ bảy của tuần thứ nhất của mùa Chay (giữa chủ nhật mùa Chay thứ nhất và thứ hai); mùa hạ thì là những ngày như vậy trong tuần Bát nhật Ngũ Tuần; mùa thu; mùa đông vào các ngày như vậy của tuần thứ ba mùa Vọng (tức giữa chủ nhật mùa Vọng thứ ba và thứ tư) nên mới có tên gọi bốn mùa).